# Union nationale de protection civile
De Union nationale de protection civile (UNPC) is een Franse organisatie die op 27 januari 1950 werd opgericht door Marcel Imbert en Laurent Perrussel. Het is de oudste actieve organisatie voor de Franse Securité Civile (burgerbescherming) en is min of meer vergelijkbaar met zijn voormalige Nederlandse tegenpool de Bescherming Bevolking.

## Centrale aansturing
Om continu plotseling optredende crises het hoofd te kunnen bieden beschikt deze organisatie, die onder het Franse Ministerie van Binnenlandse zaken valt, over het Centre Operationnel de Gestion Interministerielle des Crises (COGIC). Dit is een alle ministeries overkoepelend crisiscentrum.  

## Doel
Het kunnen bieden van de meest noodzakelijke hulpfaciliteiten op humanitair en materieel gebied in de publieke of private sector tijdens nationale crises die het openbare leven ernstig belemmeren. 

## Samenstelling
COGIC bestaat uit een 24/7 bemand operationeel centrum, voorzien van alle mogelijke communicatie en documentatiemiddelen en met personeel van Politie, Brandweer, Ambulancediensten en van de Electricité / Gaz De France (EDF/GDF) en France Télécom (de Franse KPN) op sleutelposities. 
Daarnaast is er het crisiscentrum waar door de leiding daadwerkelijke beslissingen worden genomen die in noodgevallen het gehele of regionale openbare leven gaan beïnvloeden. 